# İsmail Köybaşı
 İsmail Köybaşı, né le 10 juillet 1989 à Alexandrette, est un footballeur international turc. Il évolue au poste de défenseur pour le club du Trabzonspor.

## Carrière

### Carrière en club
İsmail Köybaşı a commencé le football à Iskenderun Kartalspor. Deux ans après il a été transféré dans l'infrastructure amateur de Gaziantepspor.
Jouant au poste de défenseur gauche, İsmail a signé un contrat professionnel avec Gaziantepspor et a joué son premier match professionnel contre Istanbul BB. En jouant 24 matchs au cours de la saison 2008-2009, il devient rapidement l’un des joueurs le plus recherché par les grands clubs d’Istanbul. Ismail a été aussi suivi par le FC Porto.
Ismail a été transféré au Beşiktaş JK le 26 juin 2009.
Après 7 saisons au Beşiktaş, il rejoint le club rival du Fenerbahçe en juillet 2016.

### Carrière en national
Il a joué au total neuf fois en équipe de Turquie espoirs de football. Une fois en équipe des moins de 19 ans, deux fois en équipe des moins de 20 ans et six fois en équipe des moins de 21 ans.
Il a joué la première fois en équipe de Turquie de football le 12 août 2009 contre l’Ukraine à Kiev.

## Palmarès

### En club
Trabzonspor
- Championnat de Turquie
  - Champion en 2022

## Sources
- (tr) Cet article est partiellement ou en totalité issu de l’article de Wikipédia en turc intitulé « İsmail Köybaşı » (voir la liste des auteurs)